# Познанський Самуїл Авраамович

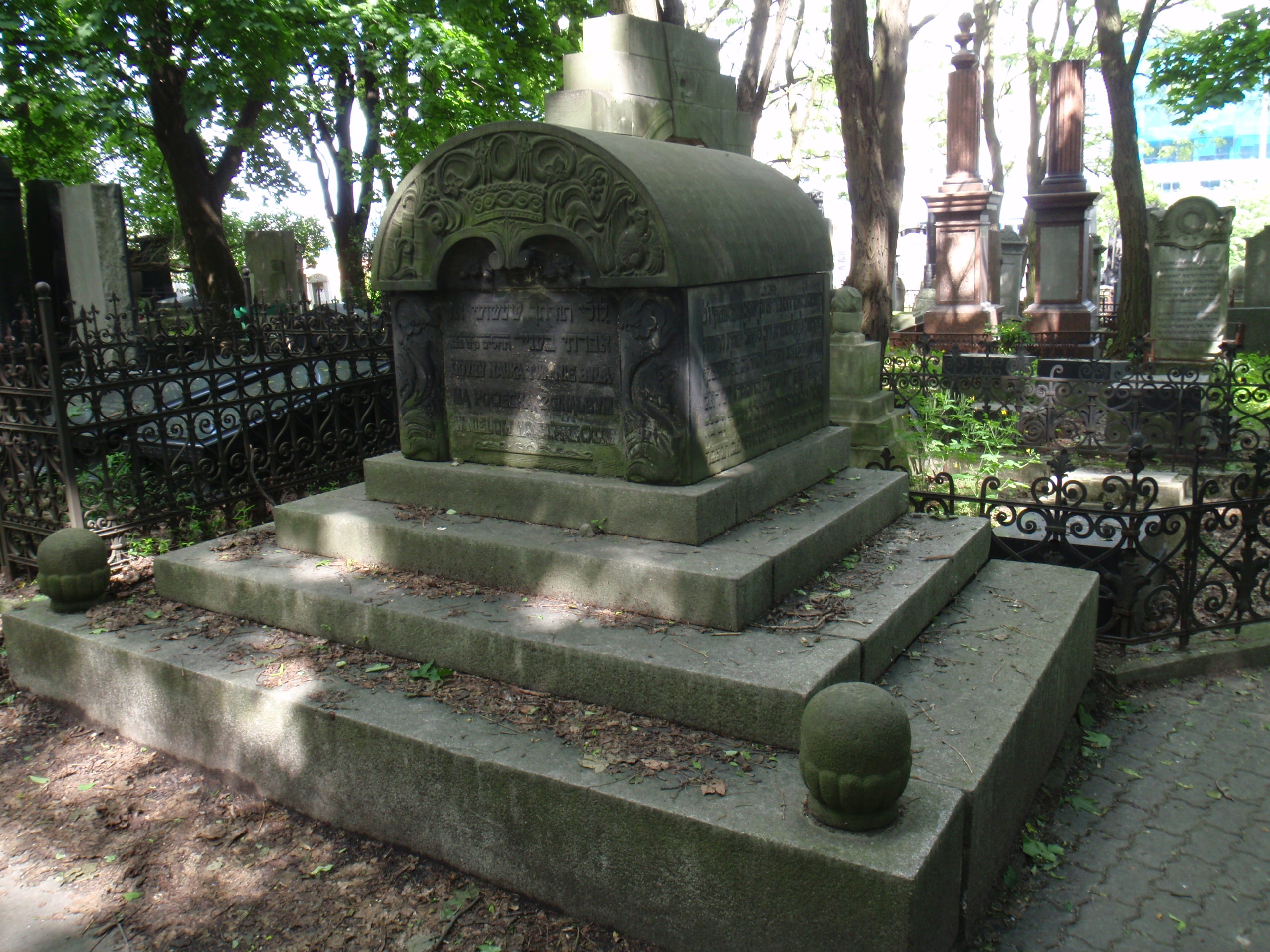
Пам'ятник на могилі Самуеля Познанського (квартал 9, ряд 10), єврейське кладовище, Варшава, Польща

Самуїл Познанський (пол. Samuel Abraham Poznański їд. שמואל אבֿרהם פּאָזנאַנ'סקי, שמואל אבֿרהם פּאָז; 6 жовтня 1864, Любранець, Російська імперія - 5 грудня 1921, Варшава, Польща) — рабин реформістського юдаїзму, головний рабин і скарбник варшавської Великої синагоги, доктор філософії, сходознавець, експерт з історії караїмів, середньовічної історії європейських євреїв, експерт з єврейських календарів.

## Біографія
Самуїл Познанський народився 6 жовтня 1864 в місті Любранець в традиційній єврейській родині. З 1882 році навчався в Варшаві в реальному училищі, яким керував Самуїл Дікштейн. Після закінчення реального училища навчався в Варшавському університеті. З 1890 по 1896 рік Самуїл Познанський вивчав юдаїстіку, орієнталістику та філософію в університетах Берліна і Гейдельберга, де здобув науковий ступінь доктора філософії.
У 1896 році став рабином. Закінчивши навчання в німецьких університетах, Самуїл Познанський повернувся до Польщі, де після смерті головного рабина варшавської Великої синагоги Ісаака Цілкова був призначений на його місце. Був рабином Великої синагоги до самої смерті. З 1904 року був бібліотекарем в Центральній юдейській бібліотеці і став ініціатором будівництва окремої будівлі для бібліотеки. У 1897 році Самуїл Познанський взяв участь в I Всесвітньому Сіонському конгресі в Базелі.
У роки I Світової війни Самуїл Познанський брав участь в роботі благодійних товариств допомоги постраждалим євреям. 16 квітня 1917 року сказав урочисту прощальну промову під час похорону Людвіка Заменгофа. У 1918 році Самуїл Познанський став членом Варшавського міської ради. У 1920 році разом з Меїром Балабаном заснував раввіністиччну школу «Тахкемоні».
У 1921 році керівниками Великої синагоги була зроблена спроба зміщення Самуїла Познанського з посади варшавського рабина. Проти Самуїла Познанського виступили гурські хасиди, якими керував цадик Авраам Мордехай Альтер.
Самуїл Познанський помер 5 грудня 1921 року й був похований на варшавському єврейському кладовищі (квартал 9, ряд 10). Пам'ятник на могилі Самуїла Познанського був створений єврейським архітектором Генриком Штіфельманом.

## Творчість
Самуель Познанський є автором численних статей з юдаїстіки, орієнталістики. Брав участь в написанні статей в енциклопедіях «The Jewish Encyclopedia» (1901-1906 рр.) І «Еврейская энциклопедия» (1906-1913 рр. ).